# Fahnberg
Fahnberg war ein Ortsteil im Königsforst. Die Siedlung gehört zum Stadtteil Bockenberg in der Stadt Bergisch Gladbach.

## Geschichte
Die Ortschaft Fahnberg ist 1827 im Urkataster verzeichnet. Als Flurbezeichnung existiert der Name nach wie vor. Um 1900 wurde der Name aber nicht mehr besonders erwähnt, da sich die Bebauung immer mehr auf das nordwestlich gelegene Tütberg hin ausweitete. Man sprach dann allgemein nur noch von Tütberg. Die Gehöfte verteilten sich über eine längere Strecke unmittelbar am Hauptweg, der heute noch den Namen Tütbergweg trägt. 1905 wurden neun Gebäude verzeichnet, 1941 waren es noch fünf Häuser und in den 1960er Jahren nur noch zwei, wovon eines 1972 abgerissen wurde.